# Widok na chór i nawę główną Katedry na Wawelu
Widok na chór i nawę główną Katedry na Wawelu – obraz olejny namalowany przez polskiego malarza Saturnina Świerzyńskiego w 1880 roku.
Obraz przedstawia widok na emporę (chór muzyczny) i nawę główną bazyliki archikatedralnej św. Stanisława i św. Wacława na Wawelu w Krakowie.
Obraz znajduje się w zbiorach Muzeum Narodowego w Warszawie.